# Antanandava, Ambatondrazaka
Antanandava este o comună rurală din Madagascar. Acesta aparține de districtul Ambatondrazaka, care face parte din Regiunea Alaotra-Mangoro. Populația comunei era de 11.013 locuitori în 2018.

## Economie
Economia comunei se bazează pe agricultură. Orezul, porumbul, fasolea, maniocul, arahidele și tutunul sunt cele mai cultivate produse.
Situat în apropierea comunei este Parcul Național Zahamena. 